# Kroatiens historia
Kroatiens historia berör det geografiska område som med olika utbredning brukar kallas Kroatien och den etniska folkgruppen kroater.

## Kroatiens förhistoria (fram till 500-talet)
Det geografiska område som idag utgör Kroatien har varit bebott sedan stenåldern. Arkeologiska fynd, däribland Krapinamänniskan, visar att neandertalmänniskor har bebott områden i nordvästra och södra Kroatien under äldre stenåldern. Fyndplatser från denna period har hittats i närheten av Krapina (Hušnjakberget), Varaždin (Vindijagrottan) och Kaštela (grottan Mujina pećina) i Dalmatien. Arkeologiska fynd från yngre stenåldern omfattar bland annat Vučedolduvan som tillverkades av Vučedolkulturen som blomstrade under 3000-talet f.Kr. Järn- och bronsåldern har lämnat spår efter La Tène- och Hallstattkulturen.
Historiska dokument visar att området under den tidiga historien var bebott av olika illyriska folkstammar (dalmater, liburner, histrianer) och att kelterna under 300-talet f.Kr. bosatte sig i vad som idag är norra Kroatien. Grekerna grundade tidigt flera kolonier, däribland Epidaurus, längs med kusten i de södra delarna av landet. Området som idag utgör Kroatien intogs gradvis av romarna under början av nollhundratalet. År 9 e.Kr. intog romarna vad som idag är nordöstra Kroatien och skapade provinsen Pannonia. År 168 f.Kr. besegrades Illyrien slutligen av romarna som av området skapade den romerska provinsen Illyricum. Sedan det Västromerska riket fallit 476 intogs området av ostrogoterna och hunnerna innan det kom att administreras av Bysantinska riket.

## Kroaterna kommer till Kroatien (500–600-talet)

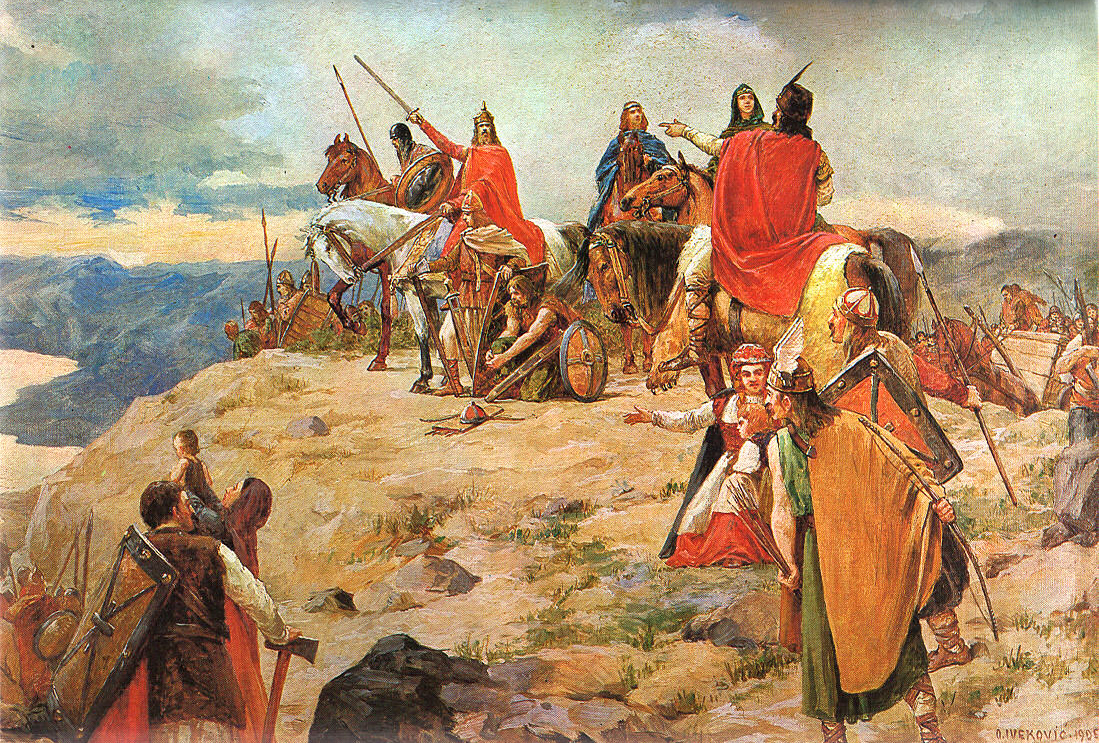
Oton Iveković: Kroaterna anländer till Adriatiska havet

Under folkvandringstiden på 500-talet invandrade de slaver som sedermera skulle bli kroater till sydöstra Europa. På 620-talet kom kroaterna tillsammans med serberna i en andra slavisk invandringsvåg till Balkan och sydöstra Europa. Kroaterna hade upprättat ett rike kallat Vitkroatien i dagens södra Polen men bjöds av Östrom in till Balkan för att driva ut avarerna och skydda rikets gränser. Kroaterna slog sig ned i området mellan floden Drava och Adriatiska havet. Genom mission från frankerna i slutet av 600-talet och 700-talen övergick kroaterna till romersk-katolsk kristendom.

## Kroatien under medeltiden (600–1527)

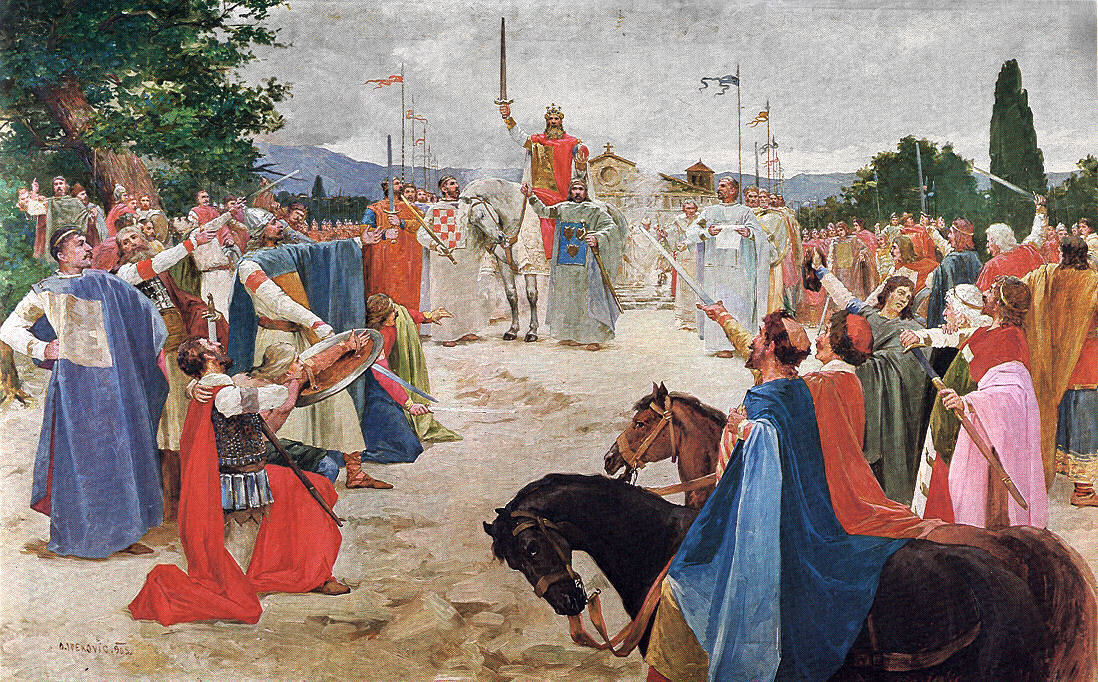
Oton Iveković: Kung Tomislavs kröning

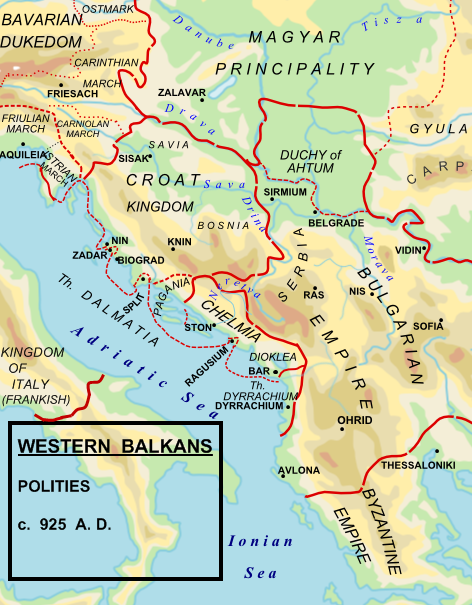
Kroatien och Balkan år 925

Kroaterna organiserade sig politiskt redan under 600- och 700-talen. Efter att ha etablerat sig i sydöstra Europa etablerade de två furstendömen, dalmatiska och pannoniska Kroatien. Under bland annat furstarna Domagoj och Branimir fanns det under 800-talet en lös kroatisk centralmakt då man även bekräftade sin knytning till katolicismen. Den kroatiske furst Tomislav förenade det pannoniska och dalmatiska Kroatien till kungariket Kroatien. Därmed förenades de kroatiska landskapen Kroatien, Dalmatien och Slavonien för första gången. År 925 antog han titeln kung med påvlig välsignelse. Tomislav tog ställning för den latinska riten och därmed gentemot den inhemska kyrkoslaviska liturgin vid kyrkomötena i Split 925 och 928. Den kroatiska liturgins främste förkämpe var biskopen av Nin, Gregorius av Nin, som dock fick se sig besegrad efter kyrkomötena, då Kroatien ställdes under ärkebiskopen i Split. Åren efter Tomislavs bortgång 928 präglades av tronstrider och flera kungar från huset Trpimirović avlöste varandra. Inbördeskrig var dessutom vanliga inom den lokala adeln som tidvis var helt självstyrande i sina områden. Kroatiens maktposition försvagades vilket ledde till att man förlorade bland annat Bosnien till serberna. Kung Petar Krešimir IV (1058—1074) lyckades dock återerövra Bosnien och under hans regeringstid rådde stabilitet inom det kroatiska riket som då stod på sin höjd. Hans efterföljare, kung Dmitar Zvonimir (1075—1089), försökte driva samma politik men var föga populär hos den inhemska adeln på grund av en del åtgärder. Han skulle enligt legenden ha blivit dödad av adeln vid ett möte i Sabor. Därefter följde inre oroligheter och flera regenter stred om makten. Ungern sökte utöka sitt inflytande i Kroatien och nå havet med dess rika hamnar anföll samtidigt norra Kroatien.
Efter kungaättens utslocknande, inbördeskrig och de ständiga krigen mot Ungern ingick den kroatiska adeln ett unionsavtal med Ungern år 1102, kallat Pacta Conventa. Pacta Conventa har under 1900-talet varit omdiskuterad och en del menar att det är en förfalskning från tidigast 1300-talet, medan andra håller den som reell. Ungern använde detta dokument vid förhandlingarna med Habsburg 1867 för att hävda att kungadömet Kroatien skulle vara en del av Ungern. Om dess existens är sann eller inte, anser många idag är irrelevant. Trots att den ungerska monarken även blev kung av Kroatien fortsatte Kroatien att styras av en inhemsk adel och endast ett fåtal ungerska adelsmän kom till Kroatien, och då endast till Slavonien. Ungerns styre av Kroatien var marginaliserat eftersom kroater fortsatte att regera över den kroatiska bondebefolkningen. Kroatien kom tidvis att styras direkt som en egen stat, under bland annat Pavao Šubić Bribirski som regerade över större delen av Kroatien och Bosnien 1271 till 1312.

## Osmanska riket och Habsburgarna

Ungerns vapen

I slutet av 1300-talet expanderade det osmanska riket över Balkanhalvön. Turkarna vann slaget vid Kosovo Polje 1389, slaget vid Varna 1444 och slaget vid Krbava Polje 1493. Efter att turkarna erövrat Bosnien 1463, plågades Kroatien av regelbundna anfall. Efter slaget vid Mohács 1526 kunde turkarna erövra större delen av Ungern. Eftersom kung Ludvig II dog vid slaget, valdes hans svåger vid parlamentet i Cetin, ärkehertig Ferdinand I, till kung av Kroatien. Kroaterna hoppades därmed stävja turkarnas vidare expansion norrut. Turkarna lät sig dock inte hejdas och under kommande årtionden lyckades de inta delar av Kroatien.
För att skydda landet mot turkiska plundringståg och överfall lät de habsburgska myndigheterna skapa en befäst militärgräns som sträckte sig längs med gränsen mot Bosnien. Habsburgarna lät därefter serbisk-ortodoxa flyktingar från det av turkarna ockuperade Bosnien och Serbien bosätta sig i militärgränsen. Den turkiska övermakten var alltför stor för att habsburgarna skulle kunna gå till anfall och i Wien var man orolig för att Frankrike skulle anfalla i ryggen om man kraftsamlade mot Osmanska riket. I september 1683 försökte turkarna inta Wien men misslyckades.
Från ungersk sida hävdades att Kroatien fortfarande var i union med Ungern enligt pacta conventa men detta avvisades. Kung Karl VI var tvungen att visa hänsyn till ungrarna eftersom det saknades en manlig tronföljare och kungen behövde ungrarnas godkännande av den pragmatiska sanktionen som gav döttrar arvsrätt till tronen. Hans dotter Maria Theresia av Österrike genomförde en del reformer positiva för Kroatien men hon avskaffade också det kroatiska parlamentet och gjorde Kroatien underställt Ungern.
Vid freden i Campo Formio 1797 fick Österrike de områden av dagens Kroatien som tidigare tillhört Republiken Venedig: Istrien och Dalmatien. Dessa förlorades återigen några år senare, när Napoleon I skapade de Illyriska provinserna genom att förena Dalmatien, Istrien, Republiken Ragusa, Kroatien söder om Sava, Krain, halva Kärnten och östra Tyrolen. Fransmännen gjorde slut på feodalismen och kroatiska och slovenska användes som administrationsspråk, skolor grundades och tidningar på de egna språken började ges ut. Denna skapelse blev dock kortvarig och genom Wienkongressen tillföll Kroatien åter Ungern.

## Nationellt uppvaknande

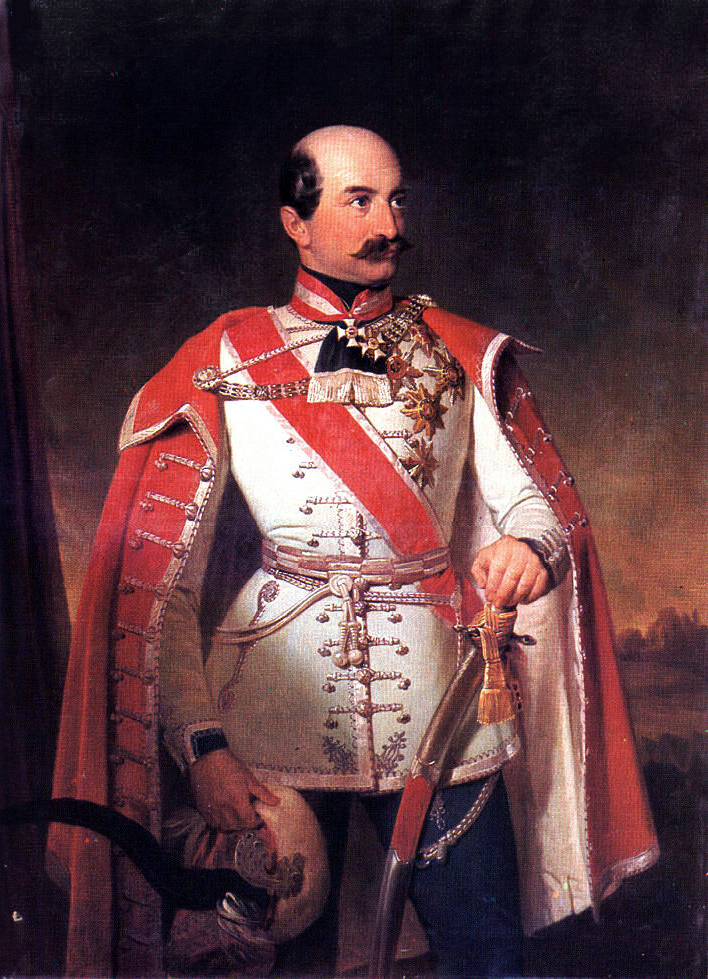
Josip Jelačić

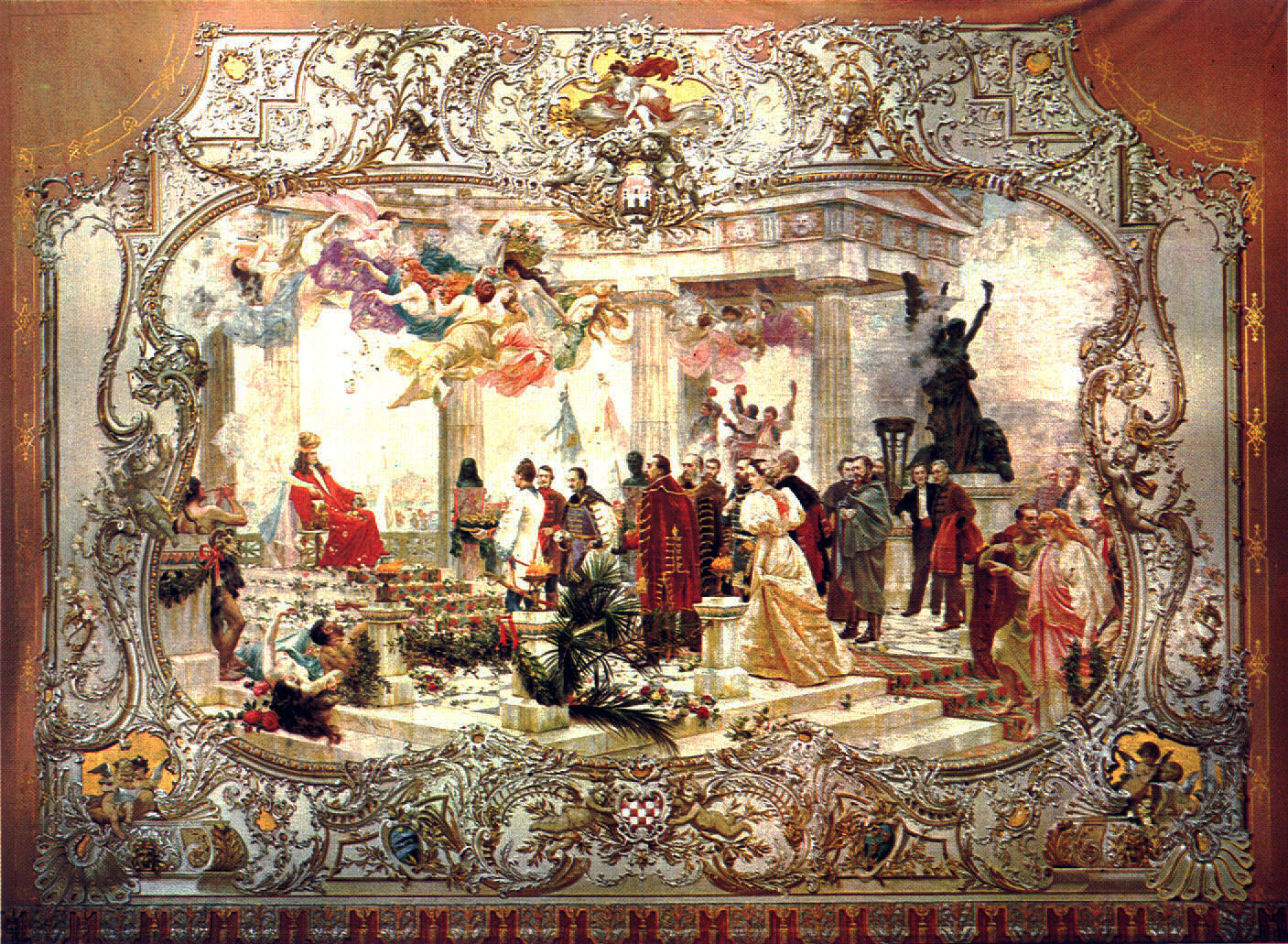
Vlaho Bukovac: Kroatiens nationella återuppvaknande (illyrism)

Även om de Illyriska provinserna endast blev en kortvarig skapelse innebar den att slovener, kroater, dalmater och istrier hamnade i samma statsbildning. Slovenska och kroatiska användes som administrationsspråk. Efter det att området åter hamnat under Österrike, dröjde sig minnet kvar och det uppkom en panslavistisk rörelse som istället för de religiösa skillnaderna påpekade sydslavernas många likhet och förtrycket från Österrike-Ungern och Osmanska riket.
Den kroatiska nationella rörelsen fick en ledare i Ljudevit Gaj. Gaj ville göra kroatiskan till ett modernt språk och 1835 kom första numret av tidningen Novine Hrvatske på den kajkaviska dialekten. Ett år senare bytte tidningen namn till Illirske Novine och publicerades på den štokaviska dialekten som användes i både Kroatien, Serbien och Bosnien.
År 1874 grundades Jugoslaviska vetenskapsakademin och Zagrebs universitet av den kroatiske biskopen Josip Juraj Strossmayer. Strossmayer hoppades att bildning och kunskap skulle hjälpa till att samla de sydslaviska folken.
Från ungersk sida förde man en politik att inte uppmuntra det nationella uppvaknandet i Kroatien. År 1827 blev ungerska arbetsspråk i kroatiska skolor och 1844 beslutades att ungerska skulle bli Kroatiens administrationsspråk. Den kroatiska lantdagen svarade 1847 att kroatiska skulle bli officiellt språk istället för latin. När en liberal revolution utbröt i Budapest 1848 lovade kejsaren Frans Josef att Kroatien utanför militärgränsen skulle slås ihop med Slavonien och Dalmatien, om kroaterna hjälpte till att slå ned det ungerska upproret. Den kroatiska generalen Josip Jelačić ledde de kroatiska styrkorna mot Ungern och han blev sedermera vald till ban av Kroatien.
När detta hade lyckats, slogs Kroatien samman med Slavonien och staden Rijeka till ett österrikiskt kronland, men Dalmatien ställdes utanför. Wien införde tyska som förvaltningsspråk.
Efter slaget vid Königgrätz 1867 var Österrike försvagat och tvingades till en uppgörelse med Ungern vilket ledde till att dubbelmonarkin Österrike-Ungern skapades. Kroatien ställdes åter under ungersk överhöghet. Kroatiens högste ämbetsman, banen, skulle utses av premiärministern i Budapest. År 1883 utsågs en ungersk greve, Károly Khuen-Héderváry, till ban, och han drev en magyariseringspolitik och slog ned på all opposition.
År 1904 grundades Kroatiska bondepartiet av Stjepan Radić. Denne hade studerat i Prag och var influerad av Tomás Masaryks idéer om nationellt självbestämmande för de slaviska folken. Åren fram till första världskrigets präglades av återkommande antiungerska demonstrationer, något som de ungerska myndigheterna slog ned hårt på. Kroatiska parlamentsledamöter bad om audiens i Wien för att beklaga sig över den ungerska politiken inför kejsar Frans Josef av Österrike, men kejsaren vägrade ta emot dem.
Tronföljaren Franz Ferdinand var dock beredd att skapa en trippelmonarki. I Kroatien fanns det de som var emot detta och ville skapa ett sydslaviskt rike tillsammans med Serbien men också de som ansåg att en förhöjd status inom ramen för kejsardömet var det bästa. Tronföljarens åsikter var särskilt allvarliga för de serber som ville skapa ett sydslaviskt rike med Serbien, Kroatien och Bosnien. En serbisk organisation, Ujdinjenje ili smrt (Förening eller döden, mer känd som Svarta handen) beslutade därför att försöka mörda tronföljaren när han besökte Sarajevo den 28 juni 1914. Genom tur och tillfälligheter lyckades detta, vilket blev den utlösande faktorn till första världskriget.

## Kungariket Jugoslavien
Under första världskriget berördes Kroatien endast indirekt av kriget. Många kroater slogs i den österrikisk-ungerska armén mot serberna. I London 1915 bildades den Jugoslaviska kommittén som hade som mål att upprätta en sydslavisk stat efter kriget där kroater, serber och slovener skulle ges jämlik status. Denna tanke var de allierade staterna inte särskilt intresserade av. Genom en överenskommelse mellan Italien, Frankrike och Storbritannien den 26 april 1915 (Londonavtalet) lovades Italien de habsburgska områdena Trieste, Gorizia, Istrien, Krain och stora delar av Dalmatien som tack för att Italien förklarade axelmakterna krig. Frankrike och Storbritannien gav också bort Bosnien-Hercegovina, Slavonien, Bačka, norra Albanien och resten av Dalmatien till Serbien.
Den 20 juli 1917 kom Jugoslaviska kommittén och Serbien överens om Korfudeklarationen. Eftersom Serbien hade en armé kunde landet förhandla utifrån en styrkeposition som kommittén saknade. I deklarationen kom man överens om att bilda en sydslavisk stat med tre folk, serber, kroater och slovener med Peter I av Serbien som konstitutionell monark.
Den 29 oktober 1918 utropade den kroatiska nationalförsamlingen Kroatiens självständighet och överlämnade sina befogenheter till det sydslaviska nationalrådet som några dagar senare beslöt att Kroatien skulle ingå i en union med Serbien och Montenegro. När Österrike-Ungern undertecknade ett avtal om vapenvila den 3 november började italienska styrkor att ockupera de områden som de utlovats i Londonavtalet. Nationalrådet bad då den serbiska armén om hjälp. Denna marscherade in i Belgrad den 1 november och fortsatte sedan genom Kroatien för att hindra de italienska styrkorna. Den serbiska armén ockuperade också Montenegro och Vojvodina och såg till att dessa områden också anslöt sig till den sydslaviska staten.
Den 1 december utropade kung Peter I av Serbien den nya staten, "Serbernas, kroaternas och slovenernas kungarike".
När fredsförhandlingarna hölls i Paris fick inte Italien igenom de löften landet getts genom Londonavtalet men fick behålla Istrien och städerna Trieste och Fiume. Genom Rapalloavtalet den 20 november 1920 fick Italien hela Istrien, stora delar av Dalmatien, Fiume och Trieste.

### Politiskt kaos
Kroatiens största politiska parti under 1920-talet var Kroatiska bondepartiet (Hrvatska Seljačka Stranka, HSS) under ledning av Stjepan Radić. Efter det första parlamentsvalet den 28 november 1920 bildade Serbiska radikala partiet, Demokratiska partiet och Agrarpartiet en regering helt dominerad av serber och med serben Nikola Pašić som premiärminister.
Radić hade redan från början varit motståndare mot att Kroatien skulle ingå i samma land som Serbien utan ville ha ett självständigt Kroatien. HSS bojkottade ofta det parlamentariska arbetet i Belgrad. Den 14 juli 1923 höll han ett tal där han jämförde det sydslaviska kungariket med Bastiljen innan det stormades 1789. Han tvingades fly ur landet och reste sedan runt i Europa och berättade hur kungariket inte var något annat än ett förklätt "Storserbien".
År 1925 återvände Radić till det politiska arbetet i Belgrad. Premiärminister Pašić tog in honom i regeringen. Men Pašić dog i december 1925 och strax efter lämnade Radić regeringen. Det Kroatiska Bondepartiet lyckades skapa en majoritet tillsammans med Demokratiska partiet men i parlamentet kännetecknades arbetet av hotelser och kaos. Den 20 juni 1928 drog en parlamentsledamot (medlem av det Serbiska radikala partiet) från Montenegro vapen och sköt Radić och fyra andra kroater. Radić dog i augusti och den politiska oron fortsatte. I Zagreb dödades människor vid upplopp. För att få lugn föreslog premiärminister Anton Korošec att kungariket skulle göras om till en federation men parlamentet röstade nej till detta.
Den 6 januari 1929 gjorde kung Alexander I en statskupp: han upplöste parlamentet och konstitutionen, införde censur och förbjöd de politiska partierna. Landet bytte också namn till Kungariket Jugoslavien.

#### Kungligt envälde
Kungen ville skapa en nationell jugoslavisk identitet bland medborgarna och på hösten 1929 bytte kungariket officiellt namn till kungariket Jugoslavien. Istället för de historiska nationerna delades landet in i nio officiella distrikt vars gränser inte följde de historiska. General Petar Živković, skäligen misstänkt för inblandning i mordet på kung Alexander Obrenović 1903 och mordet på Franz Ferdinand 1914, utnämndes till premiärminister. Denne såg till att slå ned på all opposition och Kroatiens flagga och nationalsång förbjöds.
För oppositionen återstod att försöka göra väpnat uppror. I Makedonien verkade VMRO och det jugoslaviska kommunistpartiet uppmanade folket att ta till vapen. I Kroatien bildades Ustaša (kroatiska för "resning") av Ante Pavelić, advokat i Zagreb. Trots det kungliga enväldet förklarade Pavelić att han ville kämpa för Kroatiens självständighet och blev då dömd till döden. Pavelić flydde till Italien där han med hjälp från fascisterna upprättade två träningsläger.
När kungen besökte Marseille 1934 dödade en medlem i VMRO, Vlado Chernozemski, kungen och den franske utrikesministern Louis Barthou. Ustašas exakta roll i attentatet är oklar. Pavelić blev i sin frånvaro ånyo dömd till döden av en jugoslavisk domstol. Italien vägrade dock lämna ut honom men Pavelić fick sitta i husarrest i två år.
Tronarvingen prins Peter var endast tio år, varför Alexanders kusin Paul blev regent. Paul släppte Kroatiska bondepartiets ledare Vladko Maček och andra politiker ur fängelset och utlyste ett parlamentsval 1935. Valsystemet gjorde dock att oppositionen endast fick 67 av 370 platser i parlamentet trots att nästan 40 procent av väljarna stödde den. Medan kroaterna bojkottade det politiska arbetet i Belgrad fick det Serbiska radikala partiets ledare Milan Stojadinović bli premiärminister.
Paul ville ordna att den katolska kyrkan i Jugoslavien fick samma ställning som den ortodoxa kyrkan. När parlamentet 1937 i en första läsning röstade ja till ett konkordat mellan Jugoslavien och Vatikanstaten utbröt upplopp i Belgrad och den ortodoxa kyrkan uteslöt alla ledamöter som inte röstat emot. Paul tvingades dra tillbaka förslaget.
Italien hade fortfarande territoriella anspråk på Jugoslavien och efter att Italien ockuperat Albanien i april 1939 stod det klart att landet måste bli funktionsdugligt. I februari 1939 avsattes Stojadinović och ersattes av Dragiša Cvetković. Paul gav honom i uppdrag att förhandla med Maček för att få förhållandet mellan kroater och serber att förbättras. Den 20 augusti hade de två kommit fram till en överenskommelse, sporazum, att skapa ett stort Kroatien, kallat banovina Kroatien, som även bestod av delar av Bosnien och Hercegovina och som hade ett betydligt självstyre. Den kroatiska lantdagen sabor återupprättades och Kroatien skulle ledas av en ban, endast underställd kungen. En koalitionsregering bildades i Belgrad där kroaterna medverkade.
Efter att andra världskriget utbrutit i september 1939 gjorde Italien fortfarande anspråk på Dalmatien. Den italienske utrikesministern Ciano försökte få Maček att under italienskt beskydd utropa ett självständigt Kroatien (fast då utan Dalmatien). Maček avböjde utan föredrog att satsa på Jugoslavien.
När Italien den 28 oktober 1940 anföll Grekland, hamnade Jugoslavien i en kniptång. Snart fick Tyskland ingripa för att stödja Italien och det enklaste sättet att skicka trupper var genom Jugoslavien. Hitler insisterade på att Jugoslavien skulle ansluta sig till Tremaktspakten och den 25 mars 1941 gav den jugoslaviska ledningen efter. På gatorna i Belgrad utbröt upplopp och demonstrationer och den 27 mars gjordes en militärkupp. General Dušan Simović blev premiärminister och den 17-årige prins Peter blev statschef.
Tio dagar senare anfölls Jugoslavien av Tyskland, Italien, Ungern och Bulgarien.

## Andra världskriget

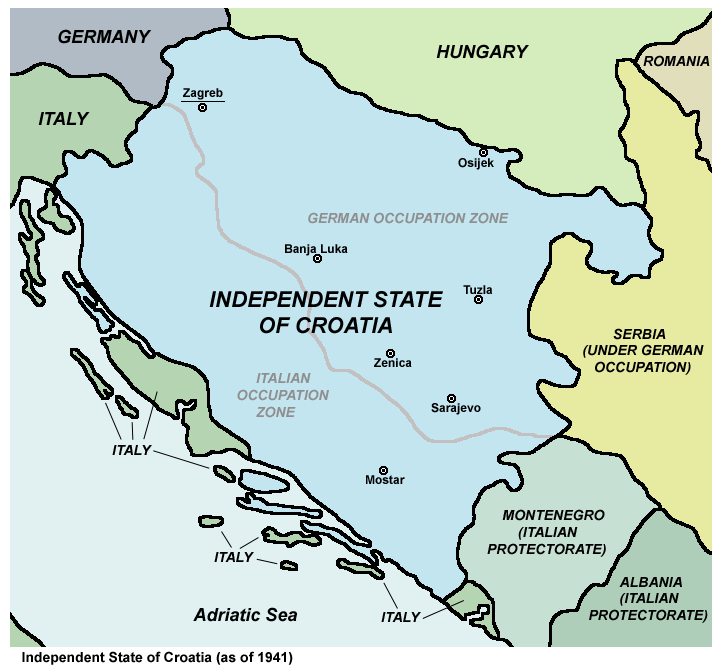

Tidigt på morgonen den 6 april 1941 anfölls Jugoslavien av Tyskland, Italien, Ungern och Bulgarien, och efter tio dagars strider kapitulerade den jugoslaviska armén. Stora delar av landet annekterades av grannstaterna. Av resten blev det två formellt självständiga stater, Serbien och Kroatien. Den 10 april utropades den Oberoende staten Kroatien, Nezavisna Država Hrvatska, utan Istrien och Dalmatien men hela Bosnien-Hercegovina. Den nya staten blev en monarki med prins Aimone av Italien som kung med titeln Tomislav II. Han satte dock aldrig sin fot i Kroatien som istället styrdes av Ustašas ledare Ante Pavelić.
Ustaša ville skapa ett "Storkroatien" och förföljde serberna skoningslöst. Genom etnisk rensning, tvångskonvertering och massmord ville man skapa en stat utan besvärliga minoriteter. Ustaša skapade två koncentrationsläger, Jasenovac och Stara Gradiška för att mörda serber men också judar och romer.
Under andra världskriget var det främst två motståndsrörelser som var aktiva inom Jugoslaviens gränser. Den serbiske generalen Dragoljub Mihailović ledde četnikerna som ville återupprätta det serbiska kungariket och skapa ett "Storserbien" som skulle innefatta Bosnien-Hercegovina och stora delar av Kroatien. Mihailovićs motto var enkelt: Där det finns serbiska gravar är serbiskt land.
Det jugoslaviska kommunistpartiet bildade också en motståndsrörelse, "partisanerna", som leddes av den kroatisk-slovenske stalinisten Josip Broz Tito. Partisanerna tog avstånd från nationalistiska idéer och planer på Storserbien och Storkroatien. De allierade stödde till en början četnikerna men från 1944 gick stödet över till partisanerna. Den 29 november 1943 bildade partisanerna en interimsregering. Den jugoslaviska exilregeringen i London ställdes därmed utan inflytande i det framtida Jugoslavien. Den 20 oktober 1944 kunde den sovjetiska Röda armén och partisantrupper gå in i Belgrad.
Efter maktövertagandet såg partisanerna till att snabbt rensa ut alla som kunde stå i vägen. I Vojvodina mördades tusentals medlemmar av den ungerska och tyska minoriteten. Många som hade samarbetat med den kroatiska och serbiska lydstaten flydde norrut in i Österrike. Den 15 maj 1945 överlämnade sig 200 000 flyktingar till den brittiska armén i Bleiburg i Österrike. Britterna valde dock att skicka tillbaka många till partisanerna och under maj och juni mördades mellan 30 000 och 200 000 kroater av partisanerna. Dessa massarkebuseringar har kommit att kallas för Bleiburgmassakern. Ytterligare tusentals kroater dog i en dödsmarsch genom Jugoslavien. Ante Pavelić lyckades fly till Argentina där han levde i många år innan han utsattes för ett mordförsök av Titos agenter. Pavelić blev då allvarligt sårad och avled senare i Spanien, dit han förts för att få bättre vård.

## Efterkrigstiden
Jugoslavien blev mycket hårt drabbat av andra världskriget. I Jasenovac mördades uppskattningsvis 80 000 människor, i första hand serber, romer och judar. Sammantaget dödades strax över en miljon jugoslaver under kriget - 500 000 serber, 500 000 kroater, 90 000 bosniska muslimer, 80 000 donautyskar, 60 000 judar, 50 000 montenegriner, 30 000 slovener och 15 000 romer.
Efter krigets slut avskaffades monarkin och Kungariket Jugoslavien blev Federativa Socialistiska Republiken Jugoslavien. Ytterligare tre folk erkändes som nationer, makedonierna, montenegrinerna och senare också muslimerna. I januari 1946 fick Jugoslavien en ny författning som i sak var en kopia av Sovjetunionens författning från 1936. I början hade landet en femårsplan och man satte igång att kollektivisera jordbruket. Press- och yttrandefrihet fanns inte och den hemliga polisen, UDBa, slog ned på både serbisk och kroatisk nationalism.
Under andra hälften av 1960-talet uppkom ett politiskt töväder i Jugoslavien som för Kroatiens del brukar kallas den kroatiska våren. I mars-april undertecknade 180 kroater ett upprop där de krävde att kroatiska skulle bli officiellt språk i Kroatien istället för serbokroatiskan. Inom det kroatiska kommunistpartiet fanns det inbördes motsättningar mellan de som ville lyfta fram jugoslavismen och de som ville skydda den kroatiska kulturen och språket. Ledaren för Kroatiens kommunistparti, Savka Dabčević-Kučar, krävde ett självständigt Kroatien inom ramen för ett socialistiskt Jugoslavien. Andra krävde egen valuta, egen armé, separat medlemskap i FN för Kroatien med mera. Ett återkommande påstående var att Kroatien utplundrades genom att inbetalningarna till statskassan var större än vad Kroatien fick tillbaka.
President Tito tog allvarligt på detta och förklarade vid ett radiotal den 2 december 1971 att det kroatiska kommunistpartiet hade förlorat kontrollen och skulle avsättas. Polisen slog till mot alla demonstrationer och massor av människor arresterades. På detta följde en utrensning inom det kroatiska kommunistpartiet, 50 000 personer blev uteslutna. Många ställdes inför domstol och dömdes till fängelse, däribland Franjo Tuđman och Stjepan Mesić som på 1990-talet blev presidenter i Kroatien.
År 1974 fick Jugoslavien en ny författning med en viss grad av decentralisering. De viktigaste förändringarna var att Vojvodina och Kosovo blev autonoma provinser med varsin representant i presidentrådet. Ordförande i presidentrådet var Tito men efter hans bortgång skulle denna post roteras så att någon av ledamöterna i rådet blev presidentrådets ordförande för ett år i taget.
När Tito avled 1980 hade landet problem med ekonomin: stigande arbetslöshet, hög inflation och en växande utlandsskuld. Ett ljus i mörkret var turistindustrin i Kroatien som drog in stora summor D-mark - årligen besöktes Kroatien av 2-3 miljoner tyskar under 1980-talet.

## Utveckling efter 1995
Den väpnade konflikten, kallad kroatiska självständighetskriget, varade i knappt fem år och avslutades formellt den 12 november 1995 då Erdutavtalet slöts mellan Kroatien och Jugoslavien som då bestod av Serbien och Montenegro. 1998 var UNTAES uppdrag fullbordat och de sista FN-soldaterna lämnade östligaste Kroatien. Efter självständighetskriget kom Kroatien att integreras i västeuropeiska strukturer med bland annat medlemskap i Nato (2009) och Europeiska unionen (2013). Vägen mot EU var långdragen men 2013 blev Kroatien slutligen medlem i unionen.